# Guillaume Briat

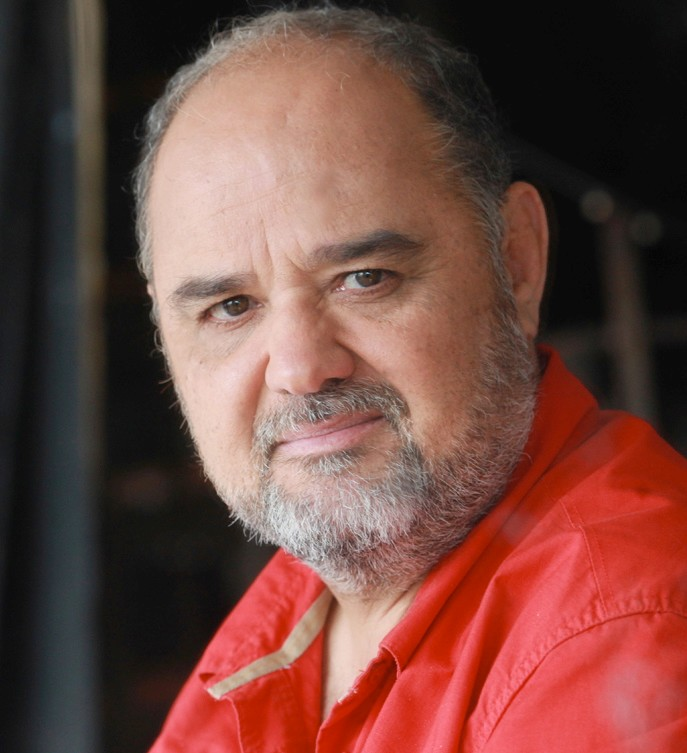
Guillaume Briat (2014)

Guillaume Briat (* 17. Dezember 1966 in Paris) ist ein französischer Schauspieler. Bekannt wurde Briat in der Rolle des Burgunderkönigs in der Fernsehserie Kaamelott. In den Animationsfilmen von Alexandre Astier und Louis Clichy  Asterix im Land der Götter (2014) und Asterix und das Geheimnis des Zaubertranks (2018) spricht er den Obelix.

## Filmographie (Auswahl)
- 1989: Rosalyn und die Löwen (Roselyne et les lions) – Regie: Jean-Jacques Beineix
- 1989: L’Amour – Regie: Philippe Faucon
- 1990: Le Mari de l’ambassadeur, Fernsehserie – Regie: François Velle
- 1994: L’Histoire du garçon qui voulait qu’on l’embrasse – Regie: Philippe Harel
- 1996: Tout ce qui brille, Fernsehserie – Regie: Lou Jeunet
- 1997: Comme des rois – Regie: François Velle
- 2000: Le Birdwatcher – Regie: Gabriel Auer
- 2001: Le Soleil au-dessus des nuages – Regie: Éric Le Roch
- 2004: Virgil – Regie: Mabrouk El Mechri
- 2006: Jean-Philippe – Regie: Laurent Tuel
- 2008: Bouquet final – Regie: Michel Delgado
- 2009: Adèle und das Geheimnis des Pharaos (Les Aventures extraordinaires d’Adèle Blanc-Sec) – Regie: Luc Besson
- 2010: Opération 118 318, sévices clients – Regie: Julien Baillargeon
- 2010: Le Mac – Doppelt knallt’s besser (Le Mac) – Regie: Pascal Bourdiaux
- 2011: Halal police d’État – Regie: Rachid Dhibou
- 2011: Les Aventures de Philibert, capitaine puceau – Regie: Sylvain Fusée
- 2015: Das Sprungbein (L’astragale) – Regie: Brigitte Sy
- 2015: Floride – Regie: Philippe Le Guay
- 2015: L’Échappée belle – Regie: Émilie Cherpitel
- 2015: Un début prometteur – Regie: Emma Luchini
- 2015: L’élan – Regie: Regie: Étienne Labroue
- 2016: Die Besucher – Sturm auf die Bastille (Les Visiteurs – La Révolution) – Regie: Jean-Marie Poiré
- 2016: Im Namen meiner Tochter – Der Fall Kalinka (Au nom de ma fille) – Regie: Vincent Garenq
- 2017: Bonne Pomme – Regie: Florence Quentin
- 2017: Ismaëls Geister (Les Fantômes de Ismaël) – Regie: Arnaud Desplechin
- 2018: Ma fille – Regie: Naidra Ayadi
- 2019: Chamboultout – Regie: Éric Lavaine

### Mittellange Filme
- 1993: Le Beau Pavel – Regie: Lou Jeunet
- 1999: Dégustation – Regie: Éric Valette
- 1999: La Ferme – Regie: Mathieu Zeitindjioglou
- 2002: DV expérience – Regie: Éric Duret
- 2003: Qui frappe à la porte d’Henri Michel – Regie: Emmanuel Labori. Prix d’interprétation.
- 2006: Jeune de banlieue – Regie: Disiz la Peste
- 2009: Dans le décor – Regie: Olivier Volcovici. Prix d’interprétation beim Festival von Clermont Ferrand
- 2010: La fontes des glaces – Regie: Stéphane Raymond und Julien Lacheray
- 2010: Flaubert et Buisson – Regie: Sylvain Desclous und Vincent Staropoli
- 2013: Triumph – Regie: Florian Baudouin und Damien Martinière
- 2015: Clitopraxis – Regie: Emmanuel Laborie
- 2016: George – Regie: David Coudyser
- 2017: Je suis à l’ouest – Regie: David Coudyser

### Fernsehen
- 1989: Racket – Regie: Emmanuel Fonlladosa
- 2001: The Lift – Regie: Clément Haigrai
- 2002: Don Quijote – Regie: Jacques Deschamps
- 2002: Les Enquêtes – Regie: Éloïse Rome
- 2005–2006: Kaamelott
  - Livre I, Episode 24 (Band 1): L’Interprète
  - Livre II, Episode 03 (Band 1): Le Dialogue de paix
  - Livre III, Episode 42 (Band 1): Le Dialogue de paix II
  - Livre IV, Episode 44 (Band 1): Les Envahisseurs
  - Livre IV, Episode 13 (Band 2): Le Jeu de la guerre
  - Livre VI: Episode 4: Arturi Inquisitio
- 2012: Agatha Christie: Kleine Morde/Mörderische Spiele (Episode: Le couteau sur la nuque) – Regie: Renaud Bertrand
- 2012: Le Cerveau d’Hugo
- 2012: Engrenages (1 Folge)
- 2016: Profilage (Episode Momie) – Regie: Simon Astier
- 2016: La Petite Histoire de France

## Theater
- La Villégiature von Carlo Goldoni, Inszenierung von Claudia Morin
- Tapatoudi, création collective, Inszenierung von Anouch Paré
- Une dernière soirée de carnaval von Carlo Goldoni
- 3,2,1 chantez, revue fantaisiste des années 1950
- Le Chat botté von Jean-Claude Grumberg, Inszenierung von Jean-Claude Penchenat (Théâtre du Campagnol)
- Macbeth von William Shakespeare, Inszenierung von Régis Santon
- Phiphi, Operette von Willemtz und Sollar, Inszenierung von Olivier Bezenech
- Tambours sur la digue, Inszenierung von Ariane Mnouchkine (Théâtre du Soleil)
- Et soudain, des nuits d'éveil, Inszenierung von Ariane Mnouchkine (Théâtre du Soleil)
- Tout est bien qui finit bien, Inszenierung von Irina Brook (Festival d'Avignon)

## Auszeichnungen
- Nachwuchspreis auf den Filmfestspielen von Cannes 1990 für L’Amour
- Prix d’interprétation auf dem Festival Paris Tout Court 2003 für Qui frappe à la porte d’Henri Michel?
- Prix d’interprétation auf dem Festival du Court-Métrage de Clermont-Ferrand 2010 für Dans le décor von Olivier Volcovici

## Synchronisationen
- 2014: Asterix im Land der Götter: Obelix
- 2018: Asterix und das Geheimnis des Zaubertranks: Obélix